# Velîka Volea, Mîkolaiiv
Velîka Volea (în ucraineană Велика Воля) este un sat în comuna Stilsko din raionul Mîkolaiiv, regiunea Liov, Ucraina.

## Demografie
Componența lingvistică a localității Velîka Volea
     Ucraineană (99,4%)
     Alte limbi (0,3%)
Conform recensământului din 2001, majoritatea populației localității Velîka Volea era vorbitoare de ucraineană (99,4%), existând în minoritate și vorbitori de alte limbi.